# Carl Friedrich August Meisner
Ne doit pas être confondu avec Carl Meissner.
Pour les articles homonymes, voir Meisner.
Carl Friedrich August Meisner est un ornithologue suisse d’origine allemande, né en 1765 et mort en 1825.
Originaire de Hanovre, il vient à Berne pour y enseigner l’histoire naturelle. En 1804, il fait paraître à Berne sur les oiseaux de la région : Systematisches Verzeichniss der Vögel der Schweiz. Ce travail très bref (70 pages), lui permet de s’attaquer à un projet plus ambitieux : une faune de Suisse. Elle paraît en 1815 et est cosignée par Heinrich Rudolph Schinz (1777-1861) : Die Vögel der Schweiz. Il s’agit de la première avifaune du pays.

## Source
- Maurice Boubier, L’Évolution de l’ornithologie, Paris, Alcan, coll. « Nouvelle collection scientifique », 1925, ii + 308